# Miyako Maki
Miyako Maki (牧 美也子, Maki Miyako) (Kobe, 29 juli 1935) is een Japanse mangaka.
Maki maakte haar debuut in 1957 met Haha Koi Warutsu (母恋いワルツ). In de jaren 1960 hielp ze mee aan de uitbreiding van het shojo genre. Ze groeide uit tot een van de populairste shojo mangaka van haar generatie. Later werd ze pionier in manga voor volwassen vrouwen. Zo tekende ze gekiga en redikomi (een voorloper van het josei genre) vanaf het einde van de jaren 1960. Ze was de eerste vrouwelijke mangaka die werkzaam was in het gekiga genre.
Maki was tot zijn overlijden getrouwd met mangaka Leiji Matsumoto. Het koppel huwde in 1961 en werkt sindsdien regelmatig samen.
Naast strips is Maki ook bekend voor het ontwerpen van het prototype van de Licca-chan pop. Licca-chan is de Japanse tegenhanger van Barbie.
In 1989 won Maki de Shogakukan Manga-prijs voor Genji Monogatari (源氏物語). Dit is een manga herwerking van Murasaki Shikibu's Genji monogatari. Daarnaast won ze in 1974 de Japan Cartoonists Association Award met Himon no onna (緋紋の女) en in 1975 de Montreal International Comic Contest met Seiza no onna (星座の女).
- CiNii: DA03801731
- International Standard Name Identifier: 0000 0004 3493 9710
- Library of Congress Control Number: nr99009581
- MusicBrainz: 596481b3-fd7c-4e2a-b60d-b6be447f2356
- Bibliotheek van het Japanse parlement: 00039708
- Nationale Bibliotheek van Israël: 987007353171805171
- Système universitaire de documentation: 103699708
- Virtual International Authority File: 219469286
- WorldCat: E39PBJvT38DT337QpjVyM8QKBP